# Cornelis de Jode

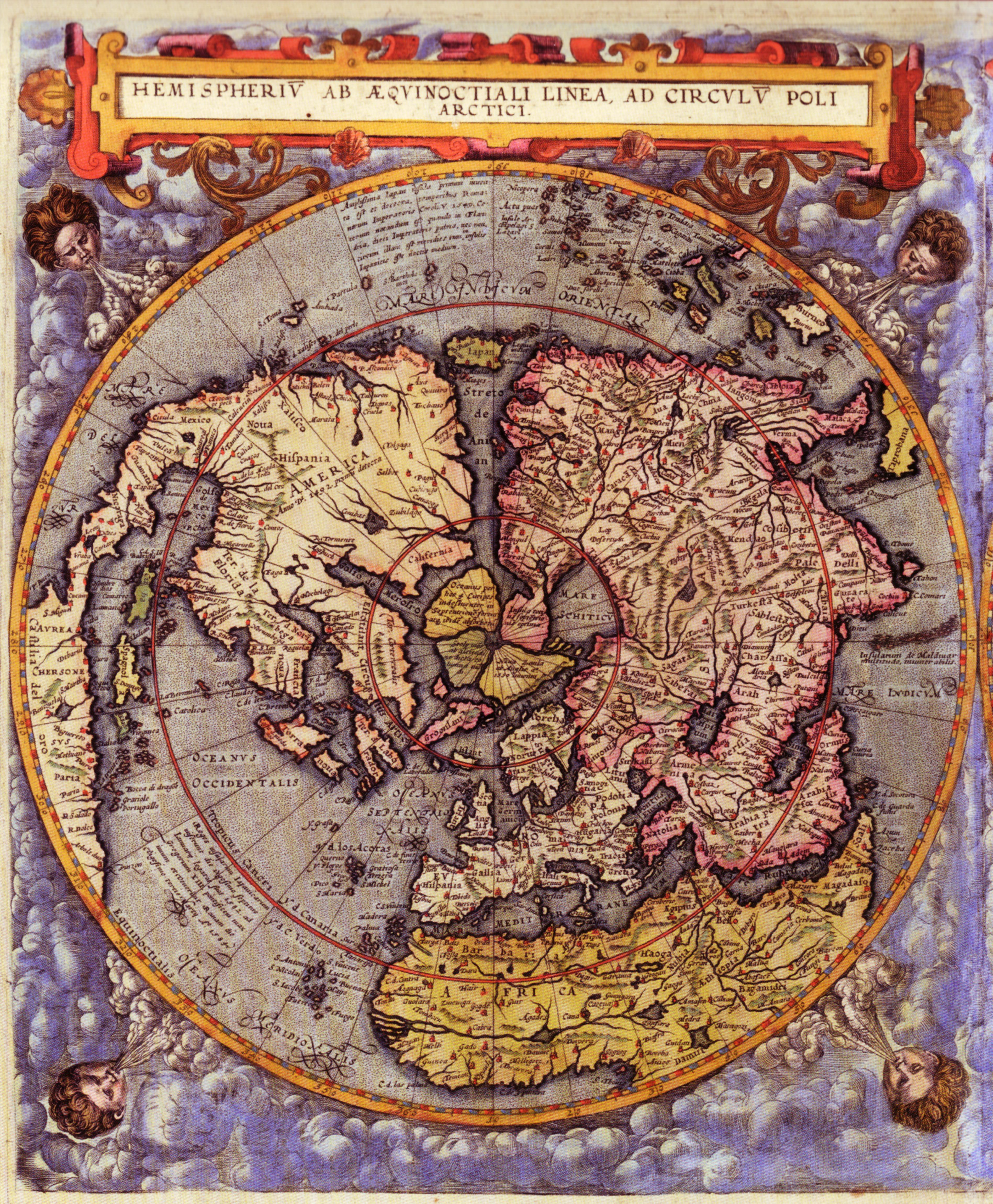
Mapa del hemisferio norte del Speculum Orbis Terrae, 1593.

Cornelis de Jode (Amberes, 1571-Mons, 1600) fue un grabador, cartógrafo y editor flamenco, hijo y continuador de Gerard de Jode, y hermano del también grabador Pieter de Jode I.
Hijo de Gerard de Jode y Pascasia van Geldre, bautizado en Amberes el 30 de noviembre de 1571, Cornelis cursó estudios científicos en la «Academia» de Douai, según hacía constar al estampar su firma en el mapa Totius Orbis Cogniti de 1589. A la muerte de su padre, en 1591, continuó y completó el atlas que había dejado incompleto, encargándose de su publicación en 1593 con el título Speculum Orbis Terrae. La nueva edición constaba de 109 mapas frente a los 65 del Speculum Orbis Terrarum editado por su padre en 1578, pero como había ocurrido con este tampoco logró alcanzar la fama del Theatrum de Abraham Ortelius y nunca fue reeditado.
Además de su trabajo como editor de mapas, realizó grabados de asunto histórico y religioso, entre ellos un Triunfo Romano sobre un dibujo de Martin van Heemskerck y una Crucifixión de formato grande según Miguel Ángel.
En 1594 publicó un tratado de geometría, De Quadrante Geometrico Libellus. Según su epitafio, antes de su muerte prematura había viajado mucho, visitando Noruega, Dinamarca, Islandia, España e Italia.